# The Celtic View
The Celtic View — шотландский еженедельный журнал футбольного клуба «Селтик». Штаб-квартира расположена в городе Глазго. Старейший футбольный журнал в Великобритании.

## История
Первый выпуск был напечатан в августе 1965 года. Создателем стал Джек Макгинн, впоследствии занимавший пост председателя правления «Селтика», а в то время работавший в отделе распространения газет. Журнал печатался тиражом около 26 000 экземпляров.
В 2005 году, «Селтика» заключила соглашение с издателем спортивных журналов и программ матчей в Оксфордшире — CRE8, на сотрудничество в издании журнала.
Весной 2020 года выпуск журнала прекратился из-за пандемии COVID-19. В августе 2021 года, клуб объявила о возобновление выпуска журнала.